# 图尔诺-普赖拉克
图尔诺-普赖拉克（德語：Turnow-Preilack）是德国勃兰登堡州的市镇，隶属于施普雷-奈瑟县，总面积为38.02平方千米，截至2023年12月31日总人口为1,102人。